# Maciej Wydrzyński
Maciej Wydrzyński (ur. 15 grudnia 1974 w Bydgoszczy) – polski przedsiębiorca, działacz społeczny i polityk, poseł na Sejm VII kadencji.

## Życiorys
Uzyskał wykształcenie średnie techniczne. Z zawodu jest geodetą. Od 1996 prowadzi własną działalność gospodarczą w Toruniu. Był współzałożycielem i skarbnikiem Fundacji Feniks, zajmującej się pomocą osobom niepełnosprawnym, został też prezesem zarządu Fundacji Kultura. Był członkiem rady krajowej Związku Młodzieży Wiejskiej.
W lutym 2009 wstąpił do Unii Polityki Realnej. W wyborach do Parlamentu Europejskiego w tym samym roku bezskutecznie kandydował z listy tej partii, uzyskując 191 głosów. W 2010 został koordynatorem Ruchu Poparcia Palikota w Toruniu, a w 2011 szefem okręgu w Ruchu Palikota.
Kandydował w wyborach parlamentarnych w 2011 z listy tej partii w okręgu wyborczym nr 5 w Toruniu i uzyskał mandat poselski. Oddano na niego 15 311 głosów. Przez część VII kadencji był członkiem prezydium Komisji Skarbu Państwa oraz Komisji do Spraw Unii Europejskiej. Zasiadał także m.in. w Komisji do Spraw Służb Specjalnych. Reprezentował polski parlament w Zgromadzeniu Parlamentarnym Rady Europy.
W październiku 2013, w wyniku przekształcenia Ruchu Palikota, został działaczem partii Twój Ruch. Kandydował bez powodzenia w wyborach do Parlamentu Europejskiego w 2014, otrzymując 372 głosy. W marcu 2015, po rozpadzie klubu poselskiego TR, znalazł się w kole Ruch Palikota. W wyborach w 2015 nie uzyskał poselskiej reelekcji. W 2019 uzyskał rekomendację na funkcję współprzewodniczącego TR, jednak nie objął jej w związku z nominacją na konsula honorowego Peru. W 2020 został koordynatorem partii Nowa Demokracja – Tak w okręgu toruńskim, jednak wkrótce przestał pełnić tę funkcję.

## Życie prywatne
Żonaty z Justyną, ma córkę i syna.